# Huntress (zespół muzyczny)
Huntress – amerykański zespół muzyczny wykonujący heavy metal. Powstał w 2007 roku w Highland Park w stanie Kalifornia.
Skład grupy utworzyli wokalistka Jill Janus, gitarzyści Blake Meahl i Ian Alden, basista Greg Imhoff oraz perkusista Sean Ford. 30 marca 2010 roku nakładem samego zespołu ukazał się debiutancki minialbum Huntress pt. Off with Her Head. W międzyczasie skład opuścili Greg Imhoff i Sean Ford. Funkcję basisty objął Eric Harris, natomiast nowym perkusistą został Carl Wierzbicky. Debiutancki album formacji zatytułowany Spell Eater ukazał się 27 kwietnia 2012 roku nakładem wytwórni muzycznej Napalm Records. Nagrania wyprodukował Chris Rakestraw, mający w dorobku współpracę m.in. z takimi grupami jak: Danzig i Children of Bodom. Także w 2012 roku skład opuścił Eric Harris, którego funkcję objął Ian Alden. Natomiast drugim gitarzystą został Anthony Crocamo.
28 czerwca 2013 roku do sprzedaży trafił drugi album studyjny zespołu pt. Starbound Beast. Album został nagrany we współpracy z producentem muzycznym Christopherem "Zeussem" Harrisem, znanym m.in. ze współpracy z zespołami 3 Inches of Blood, Chimaira i Bleeding Through. Nagrania dotarły do 12. miejsca listy Billboard Heatseekers Albums sprzedając się w nakładzie, niewiele ponad 3 tys. egzemplarzy w przeciągu pięciu tygodni od dnia premiery. Produkcja była promowana teledyskiem do utworu "Zenith", który wyreżyserował Phil Mucci. Wideoklip uzyskał w 2014 roku nominację do Revolver Golden Gods Awards w kategorii Best Film & Video.
W 2015 roku skład opuścili Anthony Crocamo i Carl Wierzbicky, których zastąpili, odpowiednio Eli Santana i Tyler Meahl. Z zespołu odszedł ponadto basista Ian Alden.
14 sierpnia 2018 zmarła Jill Janus.

## Dyskografia
Albumy
| Spell Eater                 | - Data: 27 kwietnia 2012 - Wydawca: Napalm Records | —  | 96 | - USA: 1,050+ |
| Starbound Beast             | - Data: 28 czerwca 2013 - Wydawca: Napalm Records  | 12 | —  | - USA: 3,280+ |
| Static                      | - Data: 25 września 2015 - Wydawca: Napalm Records | 18 | —  | - USA: 1,225+ |
| "—" album nie był notowany. |                                                    |    |    |               |

Minialbumy
| Tytuł             | Dane dot. albumu                                |
| ----------------- | ----------------------------------------------- |
| Off with Her Head | - Data: 30 marca 2010 - Wydawca: wydanie własne |

## Teledyski
| Tytuł             | Rok  | Reżyseria  | Album                    | Źródło |
| ----------------- | ---- | ---------- | ------------------------ | ------ |
| "Eight Of Swords" | 2011 | Simon Chan | Eight of Swords (singel) | [ 8 ]  |
| "Spell Eater"     | 2012 | Simon Chan | Spell Eater              | [ 8 ]  |
| "Zenith"          | 2013 | Phil Mucci | Starbound Beast          | [ 16 ] |
| "Sorrow"          | 2015 | Phil Mucci | Static                   | [ 17 ] |

## Nagrody i wyróżnienia
| Rok  | Kategoria         | Tytułem  | Nagroda                     | Nota      | Źródło |
| ---- | ----------------- | -------- | --------------------------- | --------- | ------ |
| 2014 | Best Film & Video | "Zenith" | Revolver Golden Gods Awards | Nominacja | [ 9 ]  |